# 広川県 (河北省)
広川県（こうせん-けん）は中華人民共和国河北省にかつて存在した県。現在の衡水市景県南西部に相当する。
前漢により信都国の下に設置される。南北朝時代、北斉により廃止された。